# Jaume Miró
Jaume Miró (Cala Millor, 1977) és un dramaturg, guionista i director mallorquí. Fundador de la companyia Noctàmbuls el 1999.
Va ser autor i director de les obres teatrals Noctàmbuls, El funeral d'en Singelpeu o In the backyard, obres que va estrenar amb la seva companyia, Noctàmbuls. Tanmateix, les obres que van donar un impuls a la seva carrera com a dramaturg van ser Diari d'una miliciana, guanyadora del Premi Teatre Principal de Textos Teatrals 2012 i després Dels llargs camins, amb la que va aconseguir el Premi a Millor Text i Millor Espectacle en els Premis de l'ATAPIB. Més recentment ha estat coautor de l'obra Mar de fons (2019) amb Iguana teatre.
Entre el 2017 i 2019 va ser també guionista i codirector del documental Milicianes', co-produïda per IB3 i TV3 (2018).
Al 2019 és seleccionat com a Autor Resident del Teatre Principal pel projecte Inexcloure.

## Premis i reconeixements
- Premi Teatre Breu En-viu 2019 a l'obra La vida espera[6]
- Guanyador de la I beca Autor Resident del Teatre Principal de Palma 2019 per Inexcloure[7]
- Premi millor text dels Premis de l'Associació de Teatres Públics de les Illes Balears 2014 a Dels llargs camins[8]
- Premi Bartomeu Rosselló-Pòrcel a la trajectòria jove 2013[9]
- Selecció Xarxa Alcover 2013 per In the backyard[10]
- Premi Teatre Principal de Textos Teatrals a Diari d'una miliciana 2012[11]
- Segon premi Art Jove de Produccions teatrals 2011 a In the backyard[12]